# WCCO (AM)
Pour les articles homonymes, voir WCCO.
WCCO est une station de radio américaine fondée en 1922 et basée à Minneapolis, dans le Minnesota. Propriété de CBS Radio, elle diffuse ses programmes sur la zone métropolitaine Minneapolis–Saint Paul sur la fréquence 830 KHz en grandes ondes.
Surnommée « la bonne voisine du Nord-Ouest », WCCO a été durant des décennies la radio dominante, en audimétrie, de l'agglomération de Minneapolis–Saint Paul.

## Historique

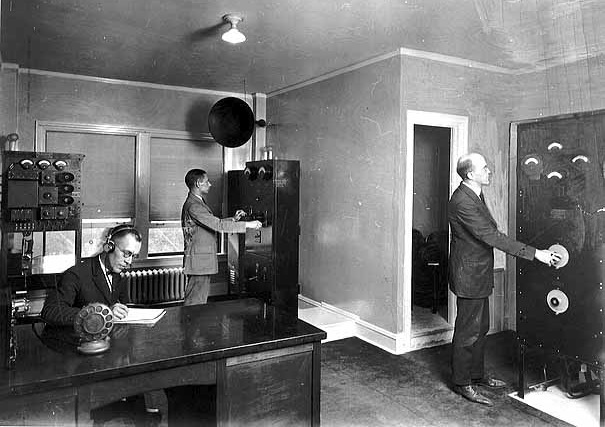
Dans les locaux de WLAG, ancêtre de WCCO.

Les origines de WCCO remontent à l'année 1922, lors du lancement de la station WLAG par un fabricant de radio local, afin d'en faire un outil publicitaire pour la société. En septembre 1924, alors que la station est en difficulté financière, la société céréalière Washburn Crosby Company, ancêtre de General Mills, rachète la station afin de promouvoir ses produits. Elle la baptise de ses initiales, WCCO. Les premières émissions de la station sont présentées par Betty Crocker, personnage publicitaire nouvellement créé par Washburn Crosby Company. L'une de ces émissions, intitulée Betty Crocker Cooking School of the Air, constitue la première émission radiophonique de cuisine. En 1926, la station diffuse la première publicité chantée, ayant pour slogan « Have you tried Wheaties ? ».
La station fait partie des 21 premiers affiliés du réseau de radiodiffusion Red Network, propriété de NBC, mais la station quitte le réseau de NBC pour CBS deux années plus tard. En 1929, le fondateur et dirigeant de CBS William S. Paley rachète un tiers de la station pour 150 000 dollars USD, avec une option d'acquisition des deux tiers restants en trois ans pour 300 000 dollars.
Le premier dirigeant de la station, Henry Bellows (en), ancien professeur à l'université du Minnesota et futur collaborateur de la FCC, a fortement aidé la station à obtenir son statut de station de classe A, un type de station AM aux États-Unis pouvant disposer d'un émetteur de très forte puissance (50 000 watts en général), et pouvant ainsi avoir une couverture très large.

## Programmation
La station a été de 1961 à 2006 la station officielle de l'équipe de baseball majeur des Twins du Minnesota.